# عمارت حاج اسماعیل (کازرون)
عمارت حاج اسماعیل کازرون (حاج اسمال به گویش کازرونی) یکی از شاهکارهای معماری مربوط به دوره قاجار است. این بنا در دو طبقه و دارای سه بخش، اندرونی، شاه‌نشین (تالار مرکزی) و بیرونی و مساحت کلی حدود ۱۸۵۰ متر است. این بنا به شماره ۳۳۴۵۸ و در تاریخ ۱۴/۰۶/۱۴۰۰ در فهرست آثار ملی ایران قرار گرفته‌است.

## تاریخچه

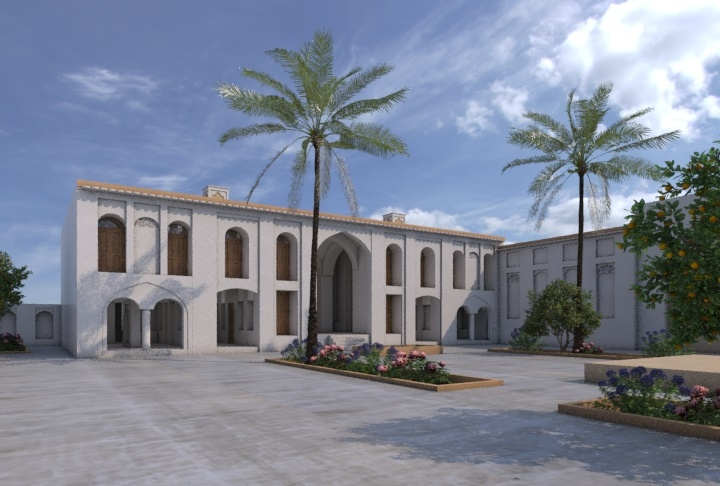
تصویر بازسازی شده عمارت حاج اسماعیل توسط بنیاد توسعه کازرون پژوهی

احداث اولیه این عمارت تاریخی در زمینی به مساحت بیش از چند هزار متر در کوی بازار کازرون صورت گرفت، اما در حال حاضر مجموعه باقی مانده از این مجموعه عمارت در زمینی به مساحت حدودی ۱۷۰۰ متر قرار دارد. از تاریخ اولیه ساخت مجموعه عمارت حاج اسماعیل، اطلاعات دقیقی در دست نیست، اما براساس مدارک و مستندات، این عمارت تاریخی حداقل از دهه‌های اولیه دوران قاجاری وجود داشته و برخی کارشناسان قدمت آن را به پیش از دوران قاجار و مربوط به دوران صفویه می‌دانند. از سوی دیگر گفته شده مجموعه عمارت فعلی شامل ساختمان‌ها، حمام و فضای باغچه بوده‌است که به سمت جنوب تا محدوده میدان مرکزی کوی بازار معروف به میدان حسینه امتداد داشته‌است، اگرچه امروزه فقط ساختمان و حیاط مرکزی این عمارت باقی مانده‌است.

## اهمیت عمارت حاج اسماعیل
اهمیت عمارت تاریخی حاج اسماعیل در کازرون از دو جهت تاریخی و معماری است. از نظر تاریخی قدمت این عمارت که به دوران پیش از ناصرالدین شاه و مربوط به دهه‌های اولیه قاجار است بسیار حائز اهمیت می‌باشد، به ویژه آن که احتمال انتساب این عمارت به دوران صفویه نیز وجود دارد. از نظر معماری نیز کارشناسان معتقدند که این عمارت از نظر مساحت بزرگ با دارا بودن ۱۴۰۰ متر زیربنا در دو طبقه و همچنین دارا بودن ایوان خانه مرکزی و اتاق‌های پیرامونی متعدد به خوبی توانسته کاربری حاکمیتی خود در بافت تاریخی کازرون را نشان دهد و به دلیل دارا بودن سه بخش اندرونی، ایوان خانه مرکزی و بیرونی در میان خانه‌های تاریخی کازرون منحصر به فرد به‌شمار می‌رود.

## نگرانی‌ها از تخریب

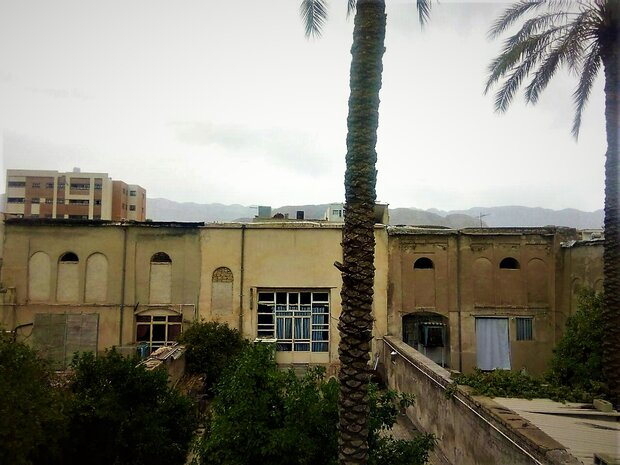
نگرانی‌ها از تخریب عمارت حاج اسماعیل بازتاب فراوانی در رسانه‌های ایران داشت.

در خردادماه ۱۳۹۹ خبرگزاری مهر در گزارشی اعلام کرد که بزرگ‌ترین خانه تاریخی و قاجاری کازرون برای تبدیل شدن به آپارتمان در معرض تخریب قرار گرفته‌است. تهدید یکی دیگر از بزرگ‌ترین خانه‌های تاریخی به فروش، تخریب و تبدیل! در همان زمان نیز محمد جواد جوکاری مدیر میراث فرهنگی کازرون در گفتگو با خبرگزاری مهر دربارهٔ عمارت حاج اسماعیل اعلام کرد: قدمت عمارت حاج اسماعیل به بررسی بیشتری نیاز دارد ولی می‌دانیم که یکی از بناهای ارزشمند کازرون است به همین دلیل در نامه‌ای ابلاغ کردیم که مانع تخریب بنا خواهیم شد. چون مصوبه داریم که اجازه تخریب به بافت تاریخی داده نمی‌شود. تهدید یکی دیگر از بزرگ‌ترین خانه‌های تاریخی به فروش، تخریب و تبدیل! چند ماه بعد در دوم مهرماه ۱۳۹۹، روابط عمومی اداره کل میراث فرهنگی، گردشگری و صنایع‌دستی استان فارس اعلام کرد که با توجه به اهمیت تاریخی و معماری این عمارت ارزشمند در کازرون، مستندنگاری و انجام تحقیقات و پژوهش‌های لازم دربارهٔ آن همراه با برداشت جزئیات کامل توسط بنیاد کازرون پژوهی در چند ماه اخیر صورت گرفت و پرونده این عمارت تاریخی برای ثبت ملی در دست بررسی قرار دارد. عمارت تاریخی حاج اسماعیل کازرون مستندنگاری شد.

## حمله به عمارت حاج اسماعیل
در پائیز سال ۱۴۰۰ عمارت حاج اسماعیل مورد هجوم و حمله برخی افراد قرار گرفت.

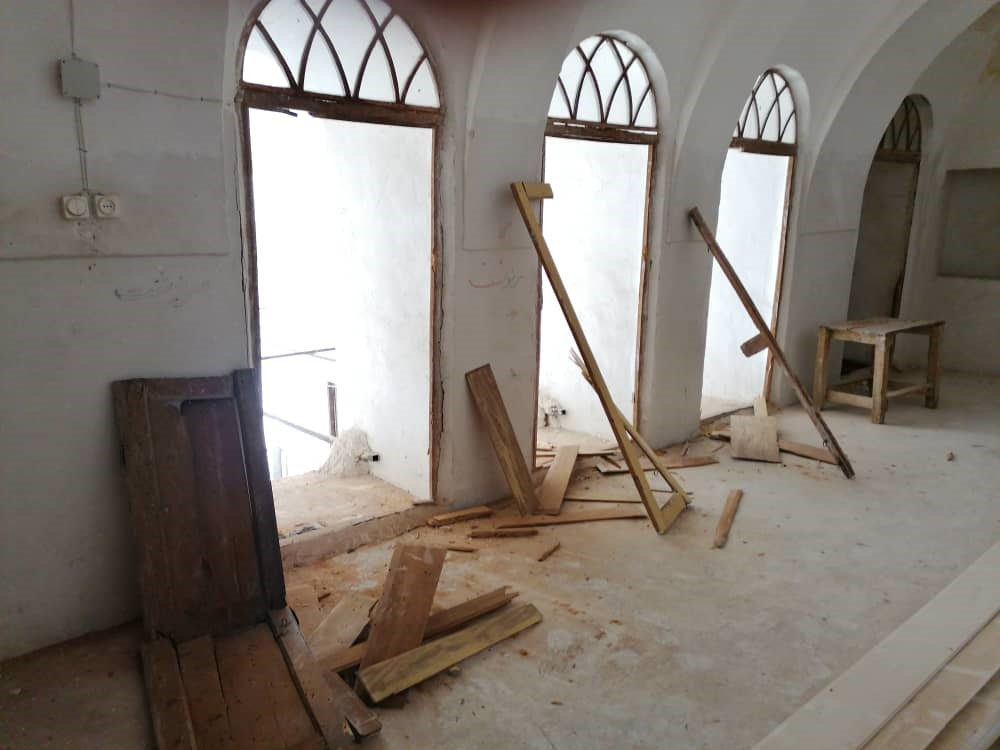
حمله به عمارت حاج اسماعیل توسط افراد مهاجم در پائیز ۱۴۰۰ به از بین رفتن کامل درب‌های چوبی تاریخی ایوان مرکزی این بنا منجر شد.

در این ارتباط، روزنامه ایران در گزارشی مربوط به ۱۸ مهرماه ۱۴۰۰ اعلام کرد که با گذشت بیش از یک سال و در حالی که موضوع تملک خانه تاریخی «عمارت حاج اسماعیل» در مرکز شهر کازرون هنوز به جایی نرسیده‌است، به‌تازگی این مکان دیدنی به‌عنوان بزرگ‌ترین خانه قاجاری شهر کازرون مورد تعرض افراد مهاجم قرار گرفت.
در این ارتباط گفته شد که مهاجمان حداقل ۵ در چوبی تاریخی این عمارت زیبا را با قدمت بیش از ۱۰۰ سال به‌طور کامل از بین برده و به برخی دیگر از بخش‌های ساختمان نیز آسیب وارد کرده‌اند. درهای از بین رفته «عمارت تاریخی حاج اسماعیل» از نفیس‌ترین درهای چوبی به یادگار مانده از دوران جنگ اول جهانی بودند که از چوب‌های راش روسی ساخته و پرداخته شده بودند. همان زمان نیز، رئیس اداره میراث فرهنگی شهرستان کازرون ضمن اطلاع از ابعاد این حادثه، از پیگیری قانونی و قضایی آسیب زنندگان به آثار تاریخی از جمله مهاجمان به «عمارت حاج اسماعیل» خبر داد.